# Luba Skořepová

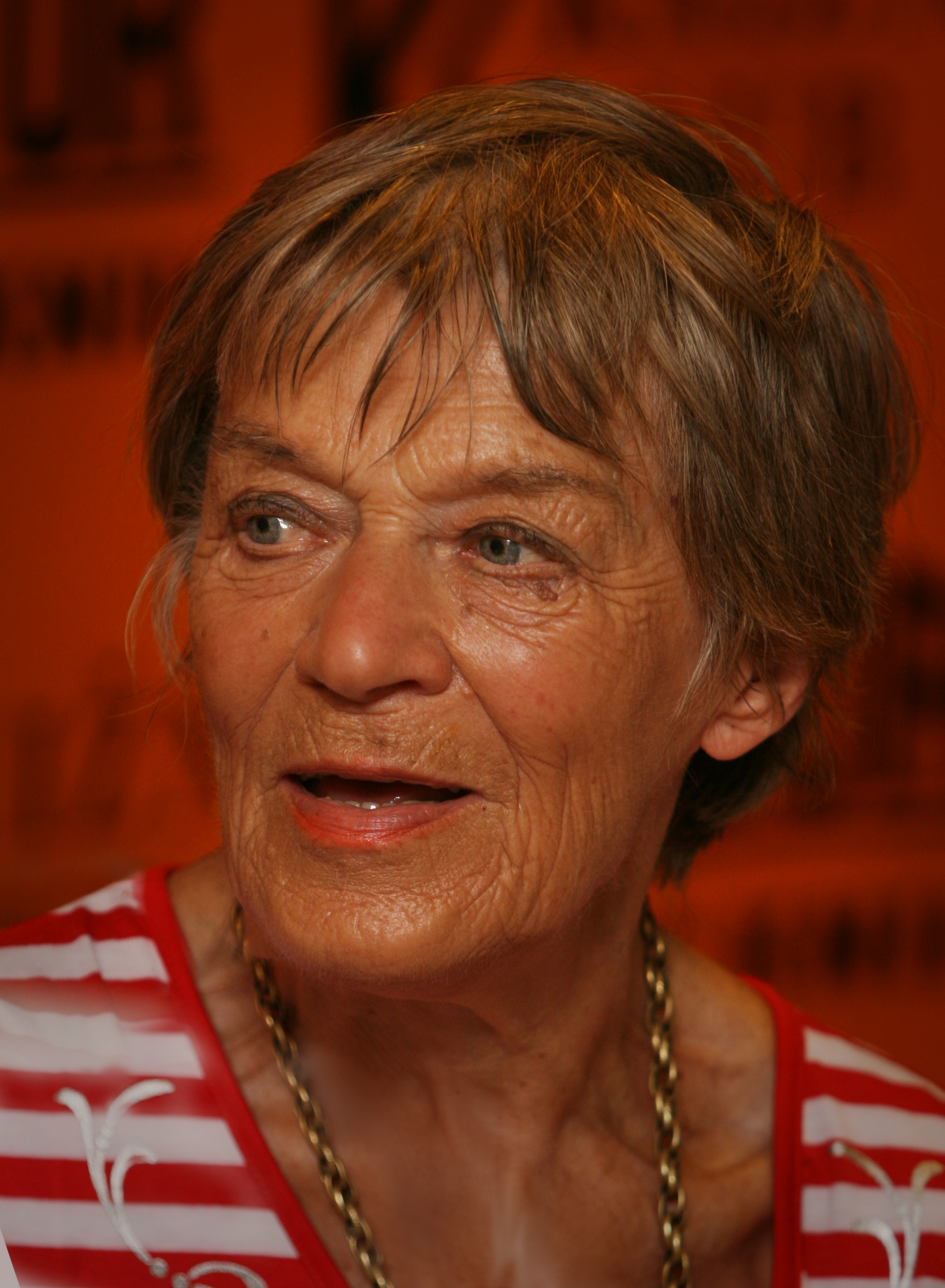
Luba Skořepová

Luba Skořepová, vlastním jménem Libuše Skořepová, (21. září 1923 Náchod – 23. prosince 2016 Praha) byla česká herečka, spisovatelka, autorka divadelní hry, dlouholetá členka činohry Národního divadla v Praze. Z jejího křestního jména Libuše vznikla domácká „Luba“, která však byla celý její život komolena na „Ljuba“, což je jiné, obvyklejší křestní jméno.

## Život
V letech 1942–1944 studovala herectví na Pražské konzervatoři. Po osvobození působila v Souboru mladých Jindřicha Honzla a ve Studiu ND (1945–1948). Po jeho zániku se v roce 1948 stala členkou činohry Národního divadla.
Své poslední představení na prknech Národního divadla odehrála dne 18. června 2014 při derniéře Gogolovy hry Revizor. Během šedesáti šesti let působení ve zdejším souboru ztvárnila na 140 rolí. Kromě Národního divadla hostovala např. v divadle Metro, Ypsilon, Rubín, Řeznické, v Městských divadlech pražských a dalších.
Jejím prvním manželem byl herec Josef Pehr, druhým spisovatel Pavel Hanuš (1928–1991). Skořepová však zůstala bezdětná. Značnou část svého volného času trávila Luba Skořepová na své chalupě v obci Líšný na Železnobrodsku.
A také v Třeboňských lázních.

## Ocenění
- 1966 zasloužilá členka ND
- 1988 zasloužilá umělkyně
- 2010 Cena FOREVER YOUNG, Městské divadlo Most
- 2014 Cena mimořádného šarmu, Český rozhlas

## Divadelní role, výběr
- 1946 Josef Čapek, Karel Čapek: Ze života hmyzu, Cvrčková, Národní divadlo, režie Jindřich Honzl
- 1950 William Shakespeare: Zkrocení zlé ženy, Vdovička, Tylovo divadlo, režie František Salzer
- 1950 Carlo Goldoni: Sluha dvou pánů, Klárinka, Národní divadlo, režie Karel Dostal
- 1956 Alois Mrštík, Vilém Mrštík: Maryša, Rozára, Národní divadlo, režie Zdeněk Štěpánek
- 1974–1982 István Örkény: Kočičí hra, Myška, Národní divadlo, režie Gábor Székely, hlavní role Dana Medřická[7]
- 1976 Alois Jirásek: Lucerna, Komorná, Národní divadlo, režie Josef Mixa
- 2008 Alois Jirásek: Lucerna, Bába, Národní divadlo, režie Vladimír Morávek

## Literární dílo
- Herci a jejich hvězdy : Jak je vidí Luba Skořepová (1990)
- Tajemné síly přírody (1992, 2010)
- Nejsem čarodějka (1993)
- Hadrová Ančka (1994, 2007)
- Pomněnky i máta peprná, aneb, Kudy jsem si to vyšlapovala (1995, 1998)
- Jiskření, aneb, Na černé hodince s Máchou, Němcovou a hvězdami (s M. Ivanovem, 1996)
- Nebe, peklo, ráj (1999)
- O zvířatech a lidech a malých zázracích (2003)
- Tajnosti herecké a historky rozverné (2010)
- Nejsem už holka (2014)

## Filmografie
| Rok  | název filmu                                                        | obsazení Skořepové        |
| ---- | ------------------------------------------------------------------ | ------------------------- |
| 2007 | Příkopy                                                            | Plecitá                   |
| 2006 | Náves                                                              | Plecitá                   |
| 2004 | Náměstíčko                                                         | Plecitá                   |
| 2001 | Šípková Růženka                                                    | Zemanová                  |
| 2000 | Cesta z města                                                      | babička                   |
| 1999 | Nenávist                                                           |                           |
| 1998 | Cizinci v čase                                                     | nedokončeno               |
| 1998 | Milenec lady Chatterleyové                                         | Mellorsová                |
| 1995 | Malostranské humoresky                                             | Kryštofová                |
| 1995 | Hazard                                                             | babička                   |
| 1995 | O kumburské Meluzíně                                               | Čarodějnice Hudrlína      |
| 1994 | Příliš hlučná samota                                               | hraběnka                  |
| 1993 | Nesmrtelná teta                                                    | hraběnka                  |
| 1993 | Uctivá poklona, pane Kohn – 5. díl – Abychom zdraví byli           | Tausigova manželka Tereza |
| 1991 | Zálety koňského handlíře                                           |                           |
| 1990 | Takmer růžový příběh                                               | Lucia                     |
| 1989 | Něžný bar                                                          | žena s kočárkem           |
| 1988 | Naděje má hluboké dno                                              |                           |
| 1987 | Černá punčocha                                                     | Opatovská                 |
| 1986 | Dobré světlo                                                       | Majčina matka             |
| 1985 | Čarovné dědictví                                                   | Agáta                     |
| 1984 | Případ ukradených vědomostí                                        |                           |
| 1983 | Evo, vdej se!                                                      | Krausová                  |
| 1982 | Smrt talentovaného ševce: dle stejnojmenného románu Václava Erbena | Alena Šustrová            |
| 1980 | Něco je ve vzduchu                                                 | Hovorková                 |
| 1980 | Co je doma, to se počítá, pánové                                   | Nováková                  |
| 1979 | Hodinářova svatební cesta korálovým mořem                          | úřednice na radnici       |
| 1979 | Julek                                                              | sudička                   |
| 1978 | Já už budu hodný, dědečku!                                         | Paní Piklová              |
| 1977 | Na Veliké řece                                                     | Vranka                    |
| 1976 | Jakub                                                              | ředitelka školy           |
| 1975 | seriál Chalupáři                                                   | cikánka Aranka            |
| 1975 | Sarajevský atentát                                                 | Ilicova matka             |
| 1974 | Noc oranžových ohňů                                                | úřednice Metrostavu       |
| 1973 | Tři nevinní                                                        | teta Nora                 |
| 1972 | Bitva o Hedviku                                                    | matka                     |
| 1971 | Lekce                                                              | Lutychová                 |
| 1970 | Dlouhá bílá nit                                                    | Anna                      |
| 1970 | Tvář pod maskou                                                    | Sima                      |
| 1969 | Den osmý, osmá noc                                                 | Máří                      |
| 1969 | Přehlídce velím já                                                 | úřednice                  |
| 1968 | Rekviem za kouzelnou flétnu                                        | zlá žena                  |
| 1968 | Objížďka                                                           | Anežka                    |
| 1968 | seriál Sňatky z rozumu                                             | služka                    |
| 1967 | Klapzubova jedenáctka – 9. díl                                     | role neurčena             |
| 1963 | Handlíři                                                           | Lojzka                    |
| 1961 | Pohled do očí                                                      | Kubešová                  |
| 1960 | Všude žijí lidé                                                    | Pacáková                  |
| 1960 | Vyšší princip                                                      | sousedka                  |
| 1959 | Probuzení                                                          | žena u autonehody         |
| 1958 | Morálka paní Dulské                                                | služka Anna Spěváková     |
| 1958 | Zde jsou lvi                                                       | Eliška                    |
| 1957 | Malí medvědáři                                                     | matka s kočárkem          |
| 1955 | Blázni mezi námi                                                   | magistra                  |
| 1949 | Pan Habětín odchází                                                | úřednice                  |
| 1949 | Němá barikáda                                                      | pekařova žena             |
| 1948 | Křížová trojka                                                     | Mařenka                   |
| 1948 | O malých pro velké                                                 | matka děvčátka            |
| 1948 | Žijí mezi námi                                                     | Marie Tarabová            |
| 1947 | Podobizna                                                          | Martina                   |
| 1947 | Portáši                                                            | Maryša                    |
| 1946 | Právě začínáme                                                     | divačka na jízdě smrti    |

## Televize
- 1971 Bližní na tapetě (TV cyklus mikrokomedií Malé justiční omyly) – role: Růžena Mašková, matka Martiny (7. příběh: Tatínek)

## Rozhlas
- 1968 Giles Stannus Cooper: Nepříjemná ústřice. Překlad a režie: Josef Červinka, role: společnice klubu nudistů.